# Amaracarpus compactus
Amaracarpus compactus är en måreväxtart som beskrevs av Elmer Drew Merrill och Lily May Perry. Amaracarpus compactus ingår i släktet Amaracarpus och familjen måreväxter. Inga underarter finns listade i Catalogue of Life.